# Rosy Wertheim
Rosy Wertheim (Ámsterdam, 19 de febrero de 1888 - Laren, 27 de mayo de 1949) fue una pianista y compositora neerlandesa.

## Biografía
Rosalie Marie Wertheim nació en Ámsterdam, hija de John y Adriana Rosa Gustaaf Wertheim Enthoven. Su padre era banquero y Rosalie asistió a un internado francés en Neuilly, donde estudió piano con Ulfert Schultes y armonía y contrapunto con Bernard Zweers y Sem Dresde. En 1921 se graduó en la Nederlandse Toonkunstenaars Vereniging.
De 1921 a 1929, enseñó en el Ámsterdam Music Lyceum, compuso canciones y obras corales y dirigió coros infantiles y femeninos. En 1929 Wertheim se trasladó a París, donde vivió seis años, compuso música y escribió para el periódico de Ámsterdam Het Volk, participó en la escena musical parisina, mientras estudiaba composición e instrumentación con el compositor Louis Aubert. En 1935 se trasladó a Viena, donde estudió contrapunto con Karl Weigl. Un año más tarde viajó a Nueva York para dar conferencias.
En 1937, justo antes del inicio de la Segunda Guerra Mundial, volvió a Ámsterdam. Durante la ocupación alemana, Wertheim ofreció conciertos secretos en una bodega donde tocó música para compositores judíos prohibidos. Después de septiembre de 1942, se escondió para escapar de las deportaciones judías. Después de la guerra, Rosy Wertheim enseñó en la Escuela de Música de Laren, pero contrajo una grave enfermedad y murió el 27 de mayo de 1949 en Laren, Holanda.

## Obra
Hasta la década de 1920 Rosy Wertheim se concentró en escribir canciones y obras corales románticas. De 1921 a 1929 enseñó en el Liceo de Música de Ámsterdam y dirigió varios coros femeninos e infantiles, como el llamado "Eilandkinderen" ( 'niños de la isla') para los niños pobres del barrio judío de Ámsterdam.
En 1929 fue a París y las obras de este periodo son ligeras y lúdicas, en estilo neoclásico.Armónicamente se acercan a limpresionismo francés.
En 1940 su Concierto para piano fue interpretado por la Residentie Orkest (The Hague Philharmonic Orchestra), dirigida por Willem van Otterloo.
Rosy Wertheim escribió unas noventa composiciones, incluyendo canciones y música de cámara; la mayoría de las piezas están sin datar. Sus manuscritos se pueden encontrar en el Instituto de Música Holandesa de La Haya. Era música lírica, tenía un talento rico y variado para la armonía. Impregnada al principio del estilo romántico tardío, tuvo un posterior flirteo con el octatonicismo, muy popular entre los compositores holandeses de los años veinte y que se puede escuchar, por ejemplo, en las obras de Sem Dresde y Leo Smit. Sus obras posteriores están claramente influenciadas por su tiempo en Francia; pasó al estilo impresionista francés.
Fue una de las primeras mujeres de los Países Bajos a completar una educación profesional y composición musical. El 1921, trabajó en el Ámsterdam Music Lyceum, donde enseñó piano y teoría de la música hasta 1929.
Rosy Wertheim dijo: "Estas actividades eran muy satisfactorias porque podía compaginar mi talento musical y mis inclinaciones sociales. El coro infantil incluía los ragamuffins más pobres de Ámsterdam, los llamados island children (de las islas Uilenburg, Marken y Rapenburg). Realizamos operetas y cantatas. En el centro comunitario del 's-Gravenhekje, también organicé los conciertos del domingo. Fue una gran carga de trabajo, pero me dio una gran satisfacción, también porque mis amigos músicos me apoyaron".